# カザン (小惑星)
カザン (1316 Kasan) は近日点が火星の軌道より内側にある小惑星である。クリミア半島のシメイズ天文台（後のクリミア天体物理天文台）で発見された。
ロシア連邦のタタールスタン共和国（発見当時はソビエト連邦の自治共和国）の首都、カザンに因んで名付けられた。